# Lordstown
Lordstown – wieś w Stanach Zjednoczonych, w hrabstwie Trumbul, w stanie Ohio. Według danych z 2000 roku wieś miała 3633 mieszkańców.

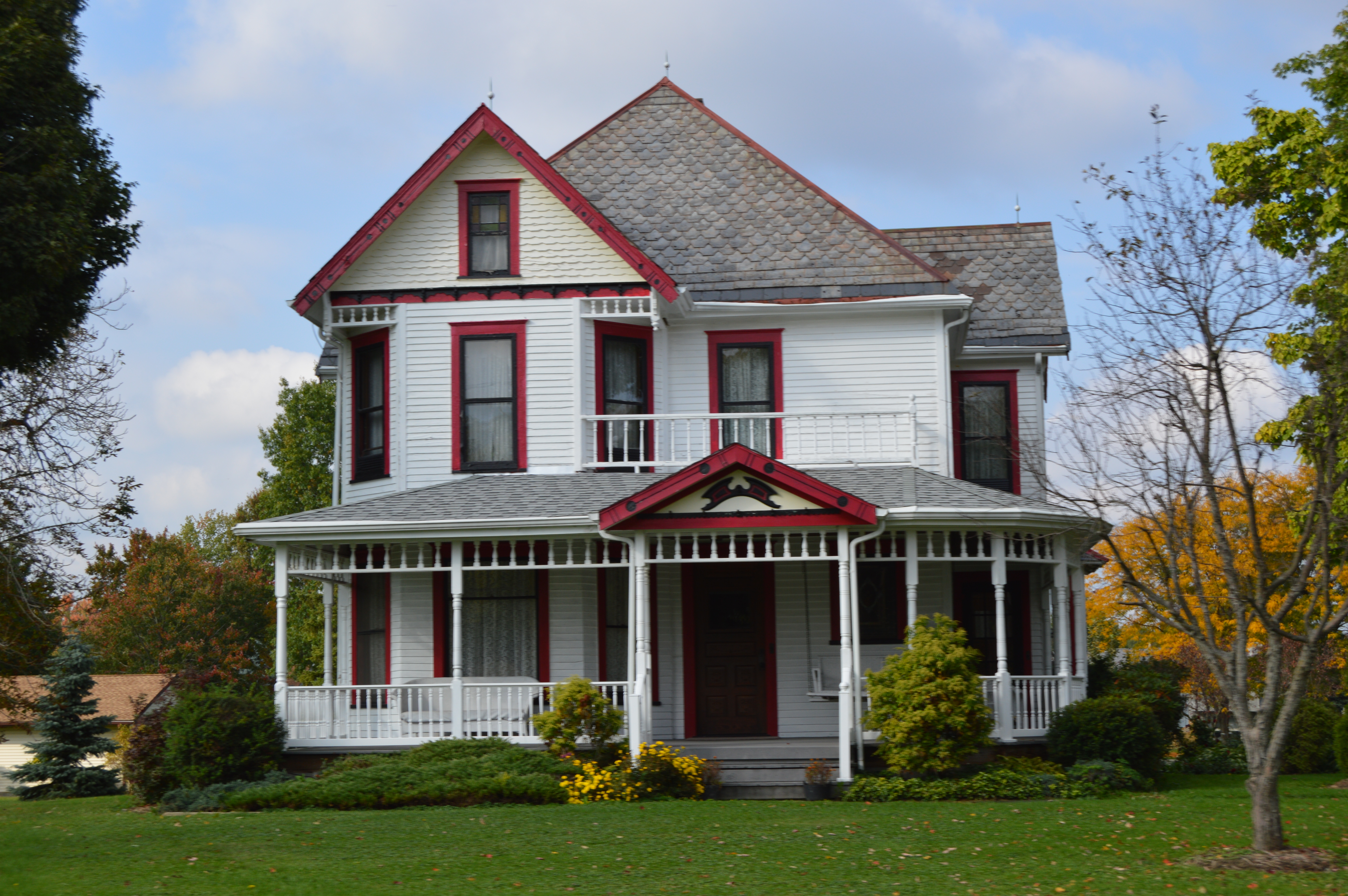
Dom Almona G. McCorkle, historyczne miejsce w Lordstown